# 창동중학교
창동중학교(倉洞中學校)는 대한민국 서울특별시 도봉구 방학동에 있는 공립 중학교이다.

## 학교 연혁
- 1982년 1월 20일 : 학교설립 예비인가
- 1983년 3월 1일 : 초대 장찬옥 교장 취임
- 1983년 3월 4일 : 제1회 입학식(남자 10학급, 여자 5학급)
- 1986년 2월 13일 : 제1회 졸업식
- 2014년 3월 1일 : 자유학기제연계 중1 진로탐색 집중학년제 연구학교 운영
- 2023년 2월 1일 : 제38회 졸업식(262명, 연인원 20,110명)
- 2023년 3월 1일 : 제14대 노장호 교장 취임
- 2023년 3월 2일 : 제41회 입학식

## 참고 자료
- 창동중학교 - 한국교육학술정보원 학교알리미